# Renitenti del campo sportivo dell'Abetone
I renitenti del campo sportivo dell'Abetone furono due giovani fucilati da un plotone d'esecuzione fascista il 25 marzo 1944 a Pisa. Remo Bertoncini e Alberto Dani non avevano risposto ai bandi di chiamata alle armi della Repubblica sociale italiana; la loro uccisione fu parte di una campagna con cui la RSI cercò di spingere al reclutamento anche attraverso l'uso della pena di morte.
La fucilazione colpì profondamente le comunità di provenienza e a partire dal dopoguerra viene ricordata con una cerimonia annuale al campo sportivo dell'Abetone.

## Contesto storico
Durante la seconda guerra mondiale la Repubblica sociale italiana formò un esercito e tentò di arruolare un elevato numero di soldati. Il 9 novembre del 1943 fu quindi promulgato il primo di diversi Bandi Graziani per richiamare alle armi nell'Esercito Nazionale Repubblicano i giovani delle classi 1923, 1924 e 1925; in queste classi rientravano anche Bertoncini e Dani.
Le campagne di reclutamento non ottennero risultati pari alle aspettative e il governo della RSI cercò di rimediare anche attraverso l'inasprimento delle pene. Il 18 febbraio del 1944 venne quindi emanato il decreto n. 30, noto anche come "decreto della morte", che prevedeva la fucilazione per i richiamati che non si fossero presentati entro l'8 marzo.
Per la sua severità, il provvedimento produsse resistenze anche all'interno delle gerarchie della RSI e di fatto fu applicato in un numero di casi ridotto rispetto all'estensione del fenomeno della renitenza. Poche settimane più tardi, il 18 aprile del 1944, gli aspetti più severi del provvedimento vennero cancellati dal decreto n. 145, noto anche come "decreto del perdono", che riapriva i termini per l'arruolamento nell'esercito della RSI e concludeva un primo periodo di uso della pena capitale.
Nel frattempo, tuttavia, le vittime erano state numerose: entro la fine di marzo, nella sola Toscana, erano stati fucilati 27 giovani, tra cui Dani e Bertoncini. Alcune delle fucilazioni, come la strage del Campo di Marte a Firenze, erano state condotte deliberatamente in modo da impressionare l'opinione pubblica.

## Le vittime

### Remo Bertoncini
Remo Bertoncini era nato il 13 novembre 1925 a Castelfranco di Sotto, da una famiglia contadina. I genitori erano mezzadri e coltivavano un podere nelle vicinanze del paese.
Dopo le scuole elementari, Bertoncini aveva frequentato per due anni il seminario vescovile di San Miniato, abbandonandolo nell'estate del 1940, all'età di quindici anni.
Chiamato alle armi all'età di diciotto anni, nel novembre del 1943, come molti altri suoi coetanei, non si era presentato. Secondo le testimonianze di parenti e coetanei, in quel periodo aveva infatti maturato un'opposizione specifica al fascismo e alla guerra, per ragioni etiche, religiose o politiche. Si era quindi nascosto in diversi alloggi: prima presso una zia e poi nei casolari di amici.

#### La cattura
Il 13 marzo del 1944 Remo Bertoncini rientrò a casa dei genitori, dichiarando che probabilmente nessuno lo stava più cercando e che intendeva aiutare la famiglia nei lavori agricoli. Trascorse quindi la mattina a spargere il concime nei campi. Tuttavia, all'ora di pranzo, poco dopo il suo rientro al casolare, due poliziotti armati della RSI arrivarono sul posto e lo arrestarono. La rapidità dell'intervento ha fatto pensare a una delazione, e lo stesso Remo Bertoncini, nella lettera ai genitori scritta subito prima di essere fucilato, accusò di delazione un conoscente. Tuttavia, la causa dell'immediato intervento della polizia della RSI non è mai stata accertata.

### Alberto Dani
Alberto Dani era nato il 24 gennaio 1924 a Montopoli Valdarno nella casa dei nonni materni ma aveva trascorso quasi tutta la vita nel comune di Santa Croce sull'Arno. Proveniva da una famiglia moderatamente agiata (il padre era agronomo) e nell'adolescenza si era interessato alla radiotecnica. Per questo, dopo un breve periodo al liceo scientifico, si era iscritto all'Istituto Radiotecnico di Fermo. Richiamato alle armi prima del completamento degli studi, era stato assegnato al deposito del 7º Genio Marconisti a Firenze, il 16 maggio del 1943.
Dopo l'8 settembre 1943 Dani era stato destinato con il suo reparto al Passo della Futa per opporsi al passaggio delle truppe tedesche dalla Romagna alla Toscana. Durante il combattimento era stato ferito a una mano.
A seguito dello sfaldamento delle truppe italiane, Dani era rientrato a Santa Croce sull'Arno. Lì, insieme ad altri giovani, aveva preso un atteggiamento dichiaratamente antifascista e aveva aiutato i prigionieri di guerra greci fuggiti dal campo di prigionia del Convento di San Romano, lasciato incustodito dall'esercito italiano a seguito dell'Armistizio. Dal novembre del 1941 fino all'8 settembre del 1943, il convento di San Romano aveva infatti ospitato un campo di prigionia per militari stranieri, per la maggior parte greci, catturati dalle forze armate italiane. Dal primo luglio del 1942 al marzo del 1943 il campo era stato utilizzato esclusivamente per prigionieri di guerra di nazionalità greca. Il campo veniva ritenuto un luogo di detenzione privilegiato con diversi ufficiali di alto rango. I prigionieri furono infine deportati in Germania, a eccezione di quelli che riuscirono a essere ospitati da famiglie locali.
In un primo momento Dani aveva convinto i genitori a ospitare nella soffitta di casa, mettendo a rischio l'incolumità della famiglia, due tenenti greci, Costantino Copeliaris e Demetrio Mitropulos, evasi dal campo il 12 settembre 1943. Quando il numero delle perquisizioni aumentò e la sistemazione in soffitta divenne troppo rischiosa, Alberto Dani, con il consenso dei suoi genitori, accompagnò i due greci nel podere di proprietà della madre in località Chiestra presso Stibbio nel comune di San Miniato. Lì i due vennero accolti dal mezzadro Angiolo Turini, in contatto con gruppi di partigiani.
Fin dalla pubblicazione del primo Bando Graziani, Alberto Dani, pur rientrando in una delle classi coinvolte, aveva deciso di non aderire. Con l'aggravarsi della situazione cercò rifugio nel podere di proprietà, dove già risiedevano i due ufficiali greci e dove si riunivano usualmente antifascisti e partigiani.

#### La cattura
Nei primi di marzo del 1944 nella zona del Cuoio fino a Empoli iniziarono le prime rivolte antifasciste. Gli scioperi del 4 marzo mostrarono ai repubblichini la sempre più forte adesione della popolazione al CLN e il clima di forte tensione creatosi portò forse all'inasprimento delle misure volte a incutere terrore nella comunità. Il 14 marzo 1944 verso le ore 4:00 Alberto Dani, i due greci e due componenti della famiglia Turini vennero arrestati e portati nelle prigioni di San Miniato durante una retata operata da alcuni fascisti provenienti da Santa Croce sull'Arno.

## Il processo
Pochi giorni dopo la loro cattura, Bertoncini e Dani vennero portati nelle prigioni di Pisa per essere processati.
Il processo fu condotto dal Tribunale Militare Straordinario istituito a Firenze a metà febbraio del 1944 da un generale molto discusso, Enrico Adami Rossi. In meno di due mesi, il Tribunale ordinò la condanna a morte di 23 giovani in tutta la Toscana, tra cui fecero scalpore in particolare i Martiri del Campo di Marte di Firenze e, a Siena, i quattro renitenti alla Caserma La Marmora, catturati tra i partigiani di Scalvia.
Il 24 marzo del 1944, durante il processo a Bertoncini e Dani, il Tribunale era composto dal generale di divisione Raffaele Berti, presidente, dal capitano Alessandro Baggio Ducarne, giudice relatore, dal comandante Giuseppe Battaglia, giudice, dal colonnello Ferruccio Grande, giudice, dal tenente colonnello Guido Natalicchi, giudice, e dal capitano Sergio Cocchia, pubblico ministero. Il processo si svolse all'insaputa dei familiari e delle autorità di Santa Croce sull'Arno. Come avevano già fatto a Lucca con altri due renitenti il mattino dello stesso giorno, i componenti del Tribunale condannarono gli imputati alla pena capitale.
Dopo la sentenza, a Bertoncini e Dani fu concesso di scrivere una lettera ai familiari. Entrambi presentarono inoltre richieste di grazia, ma il generale Adami Rossi non le inoltrò.

## La fucilazione
Il giorno 25 marzo del 1944, alle 6 del mattino, i condannati furono portati nel campo sportivo dell'Abetone a Pisa, nello stesso luogo in cui l'anno precedente era stato fucilato un militare, Foresto Palandri, accusato di ribellione subito dopo la caduta del fascismo.
Al comando di esecuzione impartito dal tenente Benni, i soldati del plotone di esecuzione, quasi tutti giovani reclute, non presero la mira e ferirono i due giovani senza ucciderli: un episodio analogo si era verificato al momento dell'esecuzione dei renitenti di Campo di Marte di Firenze. Il pubblico ministero Cocchia ordinò allora al tenente Benni di dare il colpo di grazia alle vittime. Il tenente, avvicinatosi ai due giovani, distolse lo sguardo ed eseguì l'ordine con la pistola di ordinanza per poi svenire. Anche se la fucilazione viene a volte descritta come una "strage nazifascista", in tutta la vicenda non vi fu quindi coinvolgimento di nazisti tedeschi, ma solo di fascisti italiani.
Il padre di Alberto Dani aveva tentato di ottenere documenti per salvare il figlio ma quando giunse a Pisa nella mattinata del 25 marzo, rallentato da un forte bombardamento di B26 Marauders, era troppo tardi: i condannati erano stati uccisi poche ore prima.
Il giornale La Nazione dette la notizia della fucilazione in prima pagina nel numero del 26-27 marzo 1944. Il CLN diffuse un volantino in cui si condannava il gesto atroce.

## I funerali
Dopo la liberazione del territorio, nell'ottobre del 1944, i familiari di Bertoncini e Dani recuperarono i corpi per la sepoltura nei rispettivi paesi. Le salme furono trasportate assieme da Pisa; i funerali, con grande partecipazione di folla, si svolsero il 28 ottobre per Dani e in un giorno compreso tra il 27 e il 29 ottobre per Bertoncini.

## Il processo al Tribunale Militare Straordinario

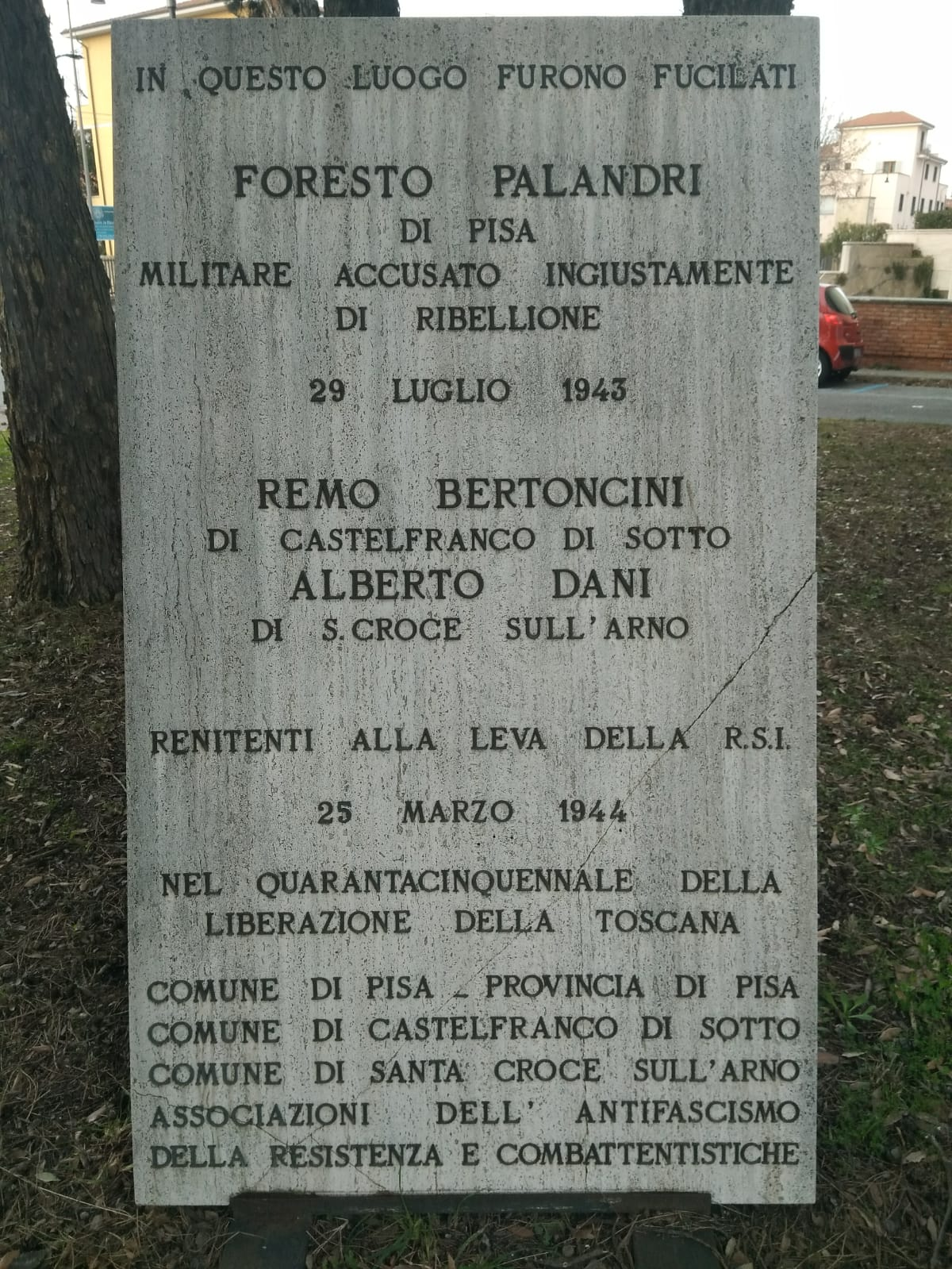
Cippo commemorativo di Alberto Dani e Remo Bertoncini, Campo dell'Abetone, Pisa.

Dopo la fine della guerra i componenti del Tribunale Militare Straordinario furono processati per la loro attività. Nel caso di Bertoncini e Dani, il fatto che le domande di grazia non fossero state spedite all'organo competente portò a giudicare la loro esecuzione un delitto.
Nel 1946, la Corte d'Assise di Firenze condannò i generali Enrico Adami Rossi e Raffaele Berti alla pena di morte per il loro ruolo nelle attività del Tribunale. La pena fu però successivamente ridotta alla carcerazione, in buona parte condonata, e i condannati furono presto rimessi in libertà e reintegrati nei gradi che avevano avuto in precedenza. Per gli altri componenti del Tribunale l'istruttoria non fu mai condotta a termine, con l'eccezione del capitano Cocchia, nel frattempo divenuto pretore, che fu prosciolto il 12 settembre 1947 con la motivazione che nel periodo successivo al processo aveva compiuto atti di valore nella lotta contro i tedeschi.

## Le commemorazioni
In ricordo dell'esecuzione di Alberto Dani e Remo Bertoncini è stato innalzato un cippo nei pressi del Campo dell'Abetone (Pisa). Ogni anno, il 25 marzo, davanti al cippo, avviene una commemorazione dei fucilati a cui partecipano tipicamente le rappresentanze del Comune di Pisa insieme a quelle del Comune di Santa Croce sull'Arno e di Castelfranco di Sotto, accompagnate dal comitato provinciale Anpi, con la presenza dei parenti delle due vittime.
Nei comuni di Santa Croce sull'Arno e di Castelfranco di Sotto sono state intitolate due strade rispettivamente ad Alberto Dani e a Remo Bertoncini